# Berliner Statistiken
Die Berliner Statistiken geben einen Überblick, wie sich die Stadt Berlin in verschiedenen Bereichen wie beispielsweise der Bevölkerungsentwicklung und dem Flächenzuwachs entwickelt hat beziehungsweise gewachsen ist.

## Stadtentwicklung

### Stadtgebietsfläche Berlins
Nachdem die Städte Berlin und Kölln, bedingt durch ihre Insellage, flächenmäßig nicht weiter wachsen konnten, kam es auf den anderen Seiten der Spreearme zu Stadterweiterungen, die auch Vorstädte genannt werden. Die ersten Vorstädte waren Städte mit eigenem Stadtrecht. Später wurden die weiteren Vorstädte auch Stadtviertel genannt.
Die erste Stadterweiterung war Neu-Kölln (Mitte 17. Jahrhundert) ohne städtische Selbständigkeit. Es folgten Friedrichswerder, Dorotheenstadt und Friedrichstadt mit eigenen Stadtrechten. Diese Stadterweiterungen wurden zusammengeschlossen und bilden seit dem 1. Januar 1710 die Königliche Haupt- und Residenzstadt Berlin. Bis 1825 wurden die Dorotheenstadt Erweiterung, Friedrichstadt Erweiterung, Innere Luisenstadt, Innere Stralauer Vorstadt, Spandauer Vorstadt und das Innere Königsviertel nach Berlin eingemeindet. Bis 1841 folgten die Friedrich-Wilhelm-Stadt, Oranienburger Vorstadt, Rosenthaler Vorstadt, Friedrichsvorstadt, Äußere Luisenstadt, Äußere Stralauer Vorstadt und das Äußere Königsviertel. 20 Jahre später 1861 wurden die Tempelhofer Vorstadt, Schöneberger Vorstadt, Äußere Dorotheenstadt, der Wedding-Gesundbrunnen und Moabit in die Stadtgemeinde Berlin eingegliedert. Weitere Erweiterungen fanden 1878 durch den Zentralviehhof, 1881 durch den Großen Tiergarten und 1915 durch den Erwerb eines Teils der Jungfernheide statt.
Die letzte große Stadtvergrößerung fand 1920 statt. Mit Berlin wurden 7 Stadtgemeinden, 59 Landgemeinden und 27 Gutsbezirke zu Groß-Berlin vereinigt.
Danach kam es nur noch zu kleineren Änderungen an der Stadtgebietsfläche. Beispielsweise gab es nach dem Zweiten Weltkrieg einen Gebietsaustausch zwischen den Alliierten bei Staaken und Gatow. Im Rahmen des Abkommens über den Zugang zur Enklave Steinstücken kam am 20. Dezember 1971 ein Streifen von 20 m × 1000 m zu Berlin. 1988 kam es im Rahmen eines Gebietsaustauschs, durch den unter anderem das Lenné-Dreieck zu West-Berlin kam, zu weiteren Änderungen. Nach der Wiedervereinigung im Jahre 1990 kam West-Staaken wieder zu Berlin; außerdem wurden die bis dahin außerhalb von Ost-Berlin gelegenen Teile der Großsiedlungen Marzahn (Neu-Ahrensfelde) und Hellersdorf (Hönow-West) eingemeindet.
Die folgende Übersicht zeigt die Größe der Stadtgebietsfläche, einschließlich Kölln, der Vorstädte und Stadtviertel. Die Flächenangaben erfolgen in km².
| Jahr    | Fläche   |
| ------- | -------- |
| um 1250 | ca. 0,70 |
| um 1450 | ca. 0,76 |
| 1640    | 0,83     |
| 1681    | 2,17     |
| 1710    | 6,26     |
| 1737    | 13,30    |
| 1738    | 13,50    |
| 1825    | 14,00    |

| Jahr | Fläche |
| ---- | ------ |
| 1841 | 35,10  |
| 1861 | 59,20  |
| 1881 | 63,26  |
| 1915 | 65,72  |
| 1920 | 878,10 |
| 1925 | 878,46 |
| 1930 | 883,47 |
| 1942 | 883,70 |

| Jahr | Fläche |
| ---- | ------ |
| 1947 | 889,04 |
| 1966 | 883,00 |
| 1990 | 889,08 |
| 2000 | 891,69 |
| 2003 | 891,75 |
| 2004 | 891,82 |
| 2005 | 891,85 |

### Flächennutzung
Die folgende Übersicht gibt einen Überblick über die Aufteilung der Stadtfläche. Stand 2004.
| Flächennutzung          | Prozent |
| ----------------------- | ------- |
| Gebäude- und Freifläche | 40,6    |
| Betriebsfläche          | 1,0     |
| Erholungsfläche         | 11,5    |
| Verkehrsfläche          | 15,2    |
| Landwirtschaftsfläche   | 4,9     |
| Waldfläche              | 18,0    |
| Wasserfläche            | 6,7     |
| Flächen anderer Nutzung | 2,1     |

### Gebietsfläche der historischen Vorstädte und Stadtviertel
Die folgende Übersicht zeigt die Größen der einzelnen Vorstädte und Stadtviertel. Die Flächenangaben erfolgen in km².
| Städte und Stadtviertel         | Fläche |
| ------------------------------- | ------ |
| Kölln                           | 0,52   |
| Neu-Kölln                       | 0,19   |
| Friedrichswerder                | 0,26   |
| Dorotheenstadt, Innen           | 0,43   |
| Dorotheenstadt, Erweiterung     | 0,55   |
| Dorotheenstadt, Außen           | 0,77   |
| Friedrichstadt, mit Erweiterung | 2,10   |
| Luisenstadt, Innen              | 3,79   |
| Luisenstadt, Außen              | 1,90   |
| Stralauer Vorstadt, Innen       | 3,20   |
| Stralauer Vorstadt, Außen       | 2,20   |
| Königsstadt, Innen              | 0,85   |
| Königsstadt, Außen              | 6,65   |

| Städte und Stadtviertel | Fläche |
| ----------------------- | ------ |
| Spandauer Vorstadt      | 1,34   |
| Friedrichsvorstadt      | 1,54   |
| Friedrich-Wilhelm-Stadt | 0,55   |
| Oranienburger Vorstadt  | 3,21   |
| Rosenthaler Vorstadt    | 5,05   |
| Wedding-Gesundbrunnen   | 10,70  |
| Moabit                  | 6,00   |
| Tempelhofer Vorstadt    | 4,83   |
| Schöneberger Vorstadt   | 1,85   |
| Tiergartenviertel       | 2,74   |
| Zentralviehhof          | 1,32   |
| Jungfernheide           | 2,46   |

### Gebäudetypen
Die folgende Übersicht gibt Auskunft über die Anzahl verschiedener Gebäude in Berlin.
|                                   | um 1250 | 1450      | 1709      | 1800   | 1871    | 1919    | 1920      | 1933      | 1939      |
| --------------------------------- | ------- | --------- | --------- | ------ | ------- | ------- | --------- | --------- | --------- |
| Erholungs- und Waldflächen (km²)  |         |           |           |        |         |         | 245,01    | 254,12    |           |
| Häuser                            | ca. 220 | ca. 1.070 | 4.107     |        |         |         |           |           |           |
| Wohngebäude                       |         |           | ca. 3.800 | 6.889  |         |         |           |           |           |
| Wohnungen (WE)                    |         |           |           | 34.400 | 166.144 | 604.006 | 1.151.800 | 1.357.800 | 1.462.900 |
| Rathäuser                         | 2       | 3         | 3         | 2      |         |         |           |           |           |
| Gewerbliche Gebäude               |         |           | 24        | 317    |         |         |           |           |           |
| Öffentliche Gebäude               |         |           | 26        | 68     |         |         |           |           |           |
| Schulgebäude und ähnliche         |         |           |           | 33     | 144     | 356     | 847       | 785       | 726       |
| Kindergärten und Krippen          |         |           |           |        |         |         |           | 449       | 442       |
| Spitäler mit Kapellen             |         | 3         | 4         |        |         |         |           |           |           |
| Krankenhäuser und ähnliche        |         |           |           | 20     | 46      | 297     |           |           |           |
| Militärgebäude                    |         |           |           | 68     | 66      | 58      |           |           |           |
| Fabriken und gewerbliche Bauten   |         |           |           | 317    | 536     | 6.467   |           |           |           |
| Hotels und Gasthöfe               |         |           |           |        | 116     | 217     |           |           |           |
| Kirchen, Kapellen, Synagogen usw. | 2       | 3         | 13        | 33     | 66      | 143     | 413       | 469       | 411       |
| Klöster                           | 1       | 2         | 1         |        |         |         |           |           |           |
| Theater                           |         |           |           |        |         |         | 51        | 34        | 26        |
| Kinos                             |         |           |           |        |         |         | 317       | 414       | 402       |
| Straßen, Plätze, Gasse            |         |           | 124       | 268    | 607     | 1.220   |           |           |           |
| Straßennetz (km)                  |         |           |           |        |         |         | 2.303     | 4.014     |           |
| Brücken                           | 1       | 6         | 24        | 36     | 96      | 108     | 911       | 1.096     |           |
| Straßenbahn-Netz (km)             |         |           |           |        |         |         | 1.169     | 1.172     | 1.271     |
| Hoch- und U-Bahn-Netz (km)        |         |           |           |        |         |         | 48,6      | 75,6      | 80,4      |
| S-Bahn-Netz (km)                  |         |           |           |        |         |         |           | 154,7     | 194,4     |
| Stadttore                         | 5       | 5         | 5         | 15     |         |         |           |           |           |
| Wasserrohrnetz (km)               |         |           |           |        | 251     | 1.140   | 2.856     | 3.847     | 4.218     |
| Kanalisationsnetz (km)            |         |           |           |        |         | 966     | 4.208     | 5.161     | 5.587     |
| Gasrohrnetz (km)                  |         |           |           |        | 403     | 1.600   | 1.428     | 6.117     | 6.201     |
| Stromversorgungsnetz (km)         |         |           |           |        |         | 7.770   |           | 20.455    | 26.300    |
| stromabnehmende Haushalte         |         |           |           |        |         |         | 211.326   | 237.787   |           |

## Höher – breiter – länger
Die Stadtgrenze von Berlin hat eine Länge von 234 Kilometern. Die größte Ausdehnung der Stadtfläche beträgt in ost-westlicher Richtung 45 Kilometer und in Nord-Süd-Richtung 38 Kilometer.

### Bauwerkshöhen
Das höchste Bauwerk Berlins ist der Fernsehturm mit 368 Metern. Er ist nicht nur das höchste Bauwerk Berlins, sondern auch das höchste Bauwerk Deutschlands.
Die folgende Übersicht listet die höchsten Bauwerke und Gebäude Berlins auf. Die Höhen sind in Metern angegeben. Die Bauwerke, die nicht mehr oder nicht mehr in ihrer ursprünglichen Höhe existieren, sind  farblich  hinterlegt.

Das Hotel „Park Inn“

| Bauwerk                                                | Bezirk                     | Standort                | Höhe in Meter | Bauzeit   |
| ------------------------------------------------------ | -------------------------- | ----------------------- | ------------- | --------- |
| Berliner Fernsehturm                                   | Mitte                      | Alt-Berlin              | 368           | 1965–1969 |
| Sendemast Scholzplatz                                  | Charlottenburg-Wilmersdorf | Westend                 | 230           | 1963      |
| Fernmeldeturm Schäferberg                              | Steglitz-Zehlendorf        | Berlin-Wannsee          | 212           | 1961–1964 |
| Funkturm                                               | Charlottenburg-Wilmersdorf | Messegelände            | 146,8         | 1924–1926 |
| Edge East Side Tower                                   | Friedrichshain             | Warschauer Brücke       | 142           | 2020–2023 |
| Hotel „Park Inn“                                       | Mitte                      | Alexanderplatz          | 125           | 1967–1969 |
| Treptowers                                             | Treptow-Köpenick           | Alt-Treptow             | 125           | 1995–1998 |
| Steglitzer Kreisel                                     | Steglitz-Zehlendorf        | Rathaus Steglitz        | 119           | 1968–1980 |
| Zoofenster                                             | Charlottenburg-Wilmersdorf | Hardenbergstraße        | 118           | 2010–2012 |
| Berliner Dom                                           | Mitte                      | Alt-Kölln               | 116           | 1894–1905 |
| Kaiser-Wilhelm-Gedächtniskirche (altes Kirchengebäude) | Charlottenburg-Wilmersdorf | Breitscheidplatz        | 113           | 1891–1895 |
| Petrikirche                                            | Mitte                      | Alt-Kölln               | 111           | 1847–1853 |
| Atrium Tower                                           | Mitte                      | Potsdamer Platz         | 106           | 1997–1999 |
| Georgenkirche                                          | Mitte                      | Königsstadt             | 105           | 1895–1898 |
| Bahntower im Sony Center                               | Mitte                      | Potsdamer Platz         | 103           | 1996–1999 |
| Kollhoff-Tower                                         | Mitte                      | Potsdamer Platz         | 103           | ?–1999    |
| Charité                                                | Mitte                      | Friedrich-Wilhelm-Stadt | 100           | 1977–1982 |
| Die Pyramide                                           | Marzahn-Hellersdorf        | Landsberger Allee       | 100           | 1994      |
| Rotes Rathaus                                          | Mitte                      | Alt-Berlin              | 97            | 1861–1870 |
| Piuskirche                                             | Friedrichshain-Kreuzberg   | Friedrichshain          | 96            | 1893–1894 |
| Internationales Handelszentrum                         | Mitte                      | Friedrichstraße         | 93,5          | 1976–1978 |
| Marienkirche                                           | Mitte                      | Alt-Berlin              | 90            | 1790      |
| Wohnhochhaus Ideal                                     | Neukölln                   | Buckow                  | 89            | 1966–1969 |
| Kirche am Südstern                                     | Friedrichshain-Kreuzberg   | Kreuzberg               | 89            | 1895–1897 |
| Reichstagsgebäude                                      | Mitte                      | Tiergarten              | 88            | 1894–1899 |
| Rathaus Charlottenburg                                 | Charlottenburg-Wilmersdorf | Charlottenburg          | 88            | 1899–1905 |
| Heilandskirche                                         | Mitte                      | Berlin-Moabit           | 87            | 1892–1894 |
| Europa-Center                                          | Charlottenburg-Wilmersdorf | Breitscheidplatz        | 86            | 1963–1965 |
| Apostel-Paulus-Kirche                                  | Tempelhof-Schöneberg       | Schöneberg              | 85            | 1893–1895 |
| Lutherkirche                                           | Tempelhof-Schöneberg       | Schöneberg              | 85            | 1891–1894 |
| St.-Matthias-Kirche                                    | Tempelhof-Schöneberg       | Schöneberg              | 85            | 1893–1895 |
| Himmelfahrtskirche                                     | Mitte                      | Humboldthain            | 84            | 1890–1893 |
| St.-Sebastians-Kirche                                  | Mitte                      | Gartenplatz             | 84            | 1890–1893 |
| Rathaus Schöneberg                                     | Tempelhof-Schöneberg       | Schöneberg              | 83            | 1911–1914 |
| Nikolaikirche                                          | Mitte                      | Alt-Berlin              | 82            | 1878      |
| Reformationskirche                                     | Mitte                      | Berlin-Moabit           | 82            | 1905–1907 |
| Emmauskirche                                           | Friedrichshain-Kreuzberg   | Kreuzberg               | 82            | 1890–1893 |
| Altes Stadthaus (Turm)                                 | Mitte                      | Alt-Berlin              | 80            | 1902–1911 |
| Wasserturm                                             | Charlottenburg-Wilmersdorf | Bahnhof Grunewald       | 80            | 1908      |
| Rathaus Spandau                                        | Spandau                    | Spandau                 | 80            | 1911–1913 |
| Melanchthonkirche                                      | Friedrichshain-Kreuzberg   | Kreuzberg               | 80            | 1904–1907 |
| Telefunken-Hochhaus                                    | Charlottenburg-Wilmersdorf | Ernst-Reuter-Platz      | 80            | 1958–1960 |
| Segenskirche                                           | Pankow                     | Prenzlauer Berg         | 79            | 1905–1908 |
| Neue Nazarethkirche                                    | Mitte                      | Wedding                 | 79            | 1889–1893 |
| Axel-Springer-Hochhaus                                 | Friedrichshain-Kreuzberg   | Kreuzberg               | 78            | 1959–1966 |
| Zwinglikirche                                          | Friedrichshain-Kreuzberg   | Friedrichshain          | 77            | 1905–1908 |
| St.-Simeons-Kirche                                     | Friedrichshain-Kreuzberg   | Kreuzberg               | 77            | 1893–1897 |
| Wernerwerk II                                          | Spandau                    | Siemensstadt            | 77            | 1929–1930 |
| Ullsteinhaus                                           | Tempelhof-Schöneberg       | Mariendorf              | 76            | 1926      |
| Jerusalemkirche                                        | Friedrichshain-Kreuzberg   | Kreuzberg               | 73            | 1875–1878 |
| Stephanuskirche                                        | Mitte                      | Wedding                 | 73            | 1902–1904 |
| Berliner Stadtschloss (Kuppel)                         | Mitte                      | Alt-Kölln               | 71            | 1845–1852 |
| Französischer Dom                                      | Mitte                      | Gendarmenmarkt          | 71            | 1780–1785 |
| Deutscher Dom                                          | Mitte                      | Gendarmenmarkt          | 71            | 1780–1785 |
| Heilige-Geist-Kirche                                   | Mitte                      | Moabit                  | 71            | 1905–1906 |
| Warenhaus Karstadt                                     | Friedrichshain-Kreuzberg   | Hermannplatz            | 71            | 1927–1929 |
| Pfingstkirche                                          | Friedrichshain-Kreuzberg   | Petersburger Platz      | 70            | 1907–1908 |

### Bodenerhebungen
Die folgende Übersicht listet ausgewählte Bodenerhebungen Berlins mit einer Höhe über 60 m auf. Trümmer- und Bauschuttberge sind  gelblich  unterlegt, Deponien sind  rötlich  unterlegt.
| Erhebung                                    | Bezirk                     | Ortsteil                    | Höhe in Meter |
| ------------------------------------------- | -------------------------- | --------------------------- | ------------- |
| Arkenberge                                  | Pankow                     | Blankenfelde                | 121,9         |
| Teufelsberg                                 | Charlottenburg-Wilmersdorf | Grunewald                   | 120,1         |
| Müggelberge (Großer Müggelberg) (ü. NHN)    | Treptow-Köpenick           | Köpenick                    | 114,7         |
| Ahrensfelder Berge                          | Marzahn-Hellersdorf        | Marzahn                     | 114,5         |
| Schäferberg                                 | Steglitz-Zehlendorf        | Zehlendorf                  | 103,2         |
| Kienberg                                    | Marzahn-Hellersdorf        | Marzahn                     | 102,2         |
| Havelberg                                   | Steglitz-Zehlendorf        | Nikolassee                  | 97,0          |
| Stolper Berge                               | Steglitz-Zehlendorf        | Wannsee                     | 96,8          |
| Tannenberge (ehemalige Mülldeponie Wannsee) | Steglitz-Zehlendorf        | Wannsee                     | 94,8          |
| Oderbruchkippe                              | Pankow                     | Prenzlauer Berg (Volkspark) | 89,0          |
| Hahneberg                                   | Spandau                    | Staaken                     | 87,6          |
| Dörferblick                                 | Neukölln                   | Rudow                       | 85,6          |
| Humboldthöhe                                | Mitte                      | Gesundbrunnen               | 85            |
| Stener Berg                                 | Pankow                     | Buch                        | 83,0          |
| Biesdorfer Höhe                             | Marzahn-Hellersdorf        | Biesdorf                    | 82,0          |
| Finkenberg                                  | Steglitz-Zehlendorf        | Wannsee                     | 81,0          |
| Freizeit- und Erholungspark Lübars          | Reinickendorf              | Lübars                      | 79,6          |
| Karlsberg                                   | Charlottenburg-Wilmersdorf | Grunewald                   | 78,5          |
| Großer Bunkerberg                           | Friedrichshain-Kreuzberg   | Friedrichshain              | 78,2          |
| Freizeitpark Marienfelde                    | Tempelhof-Schöneberg       | Marienfelde                 | 77            |
| Helleberge                                  | Spandau                    | Gatow                       | 74,6          |
| Insulaner                                   | Tempelhof-Schöneberg       | Schöneberg                  | 74,9          |
| Marienhöhe (Zentralpunkt Rauenberg)         | Tempelhof-Schöneberg       | Tempelhof                   | 73            |
| Rudower Höhe                                | Neukölln                   | Rudow                       | 70,0          |
| Ehrenpfortenberg                            | Reinickendorf              | Tegel                       | 69,0          |
| Püttberge                                   | Treptow-Köpenick           | Rahnsdorf                   | 68,2          |
| Fichtenberg                                 | Steglitz-Zehlendorf        | Steglitz                    | 68            |
| Rixdorfer Höhe                              | Neukölln                   | Neukölln                    | 67,9          |
| Böttcherberg                                | Steglitz-Zehlendorf        | Wannsee                     | 66,4          |
| Kreuzberg                                   | Friedrichshain-Kreuzberg   | Kreuzberg                   | 66,1          |
| Dachsberg                                   | Charlottenburg-Wilmersdorf | Grunewald                   | 61,3          |

## Statistische Karten

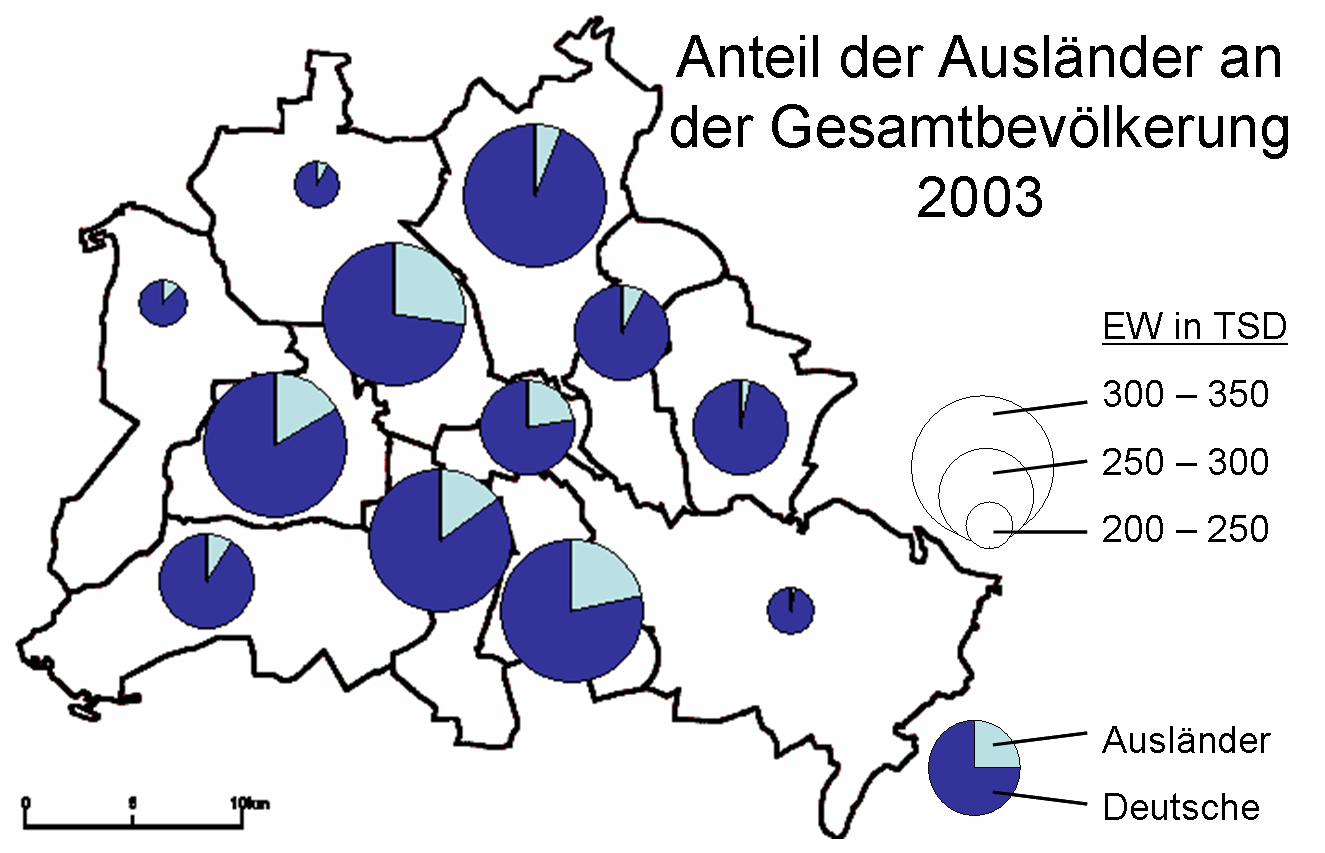
Anteil der Ausländer an der Gesamtbevölkerung 2003
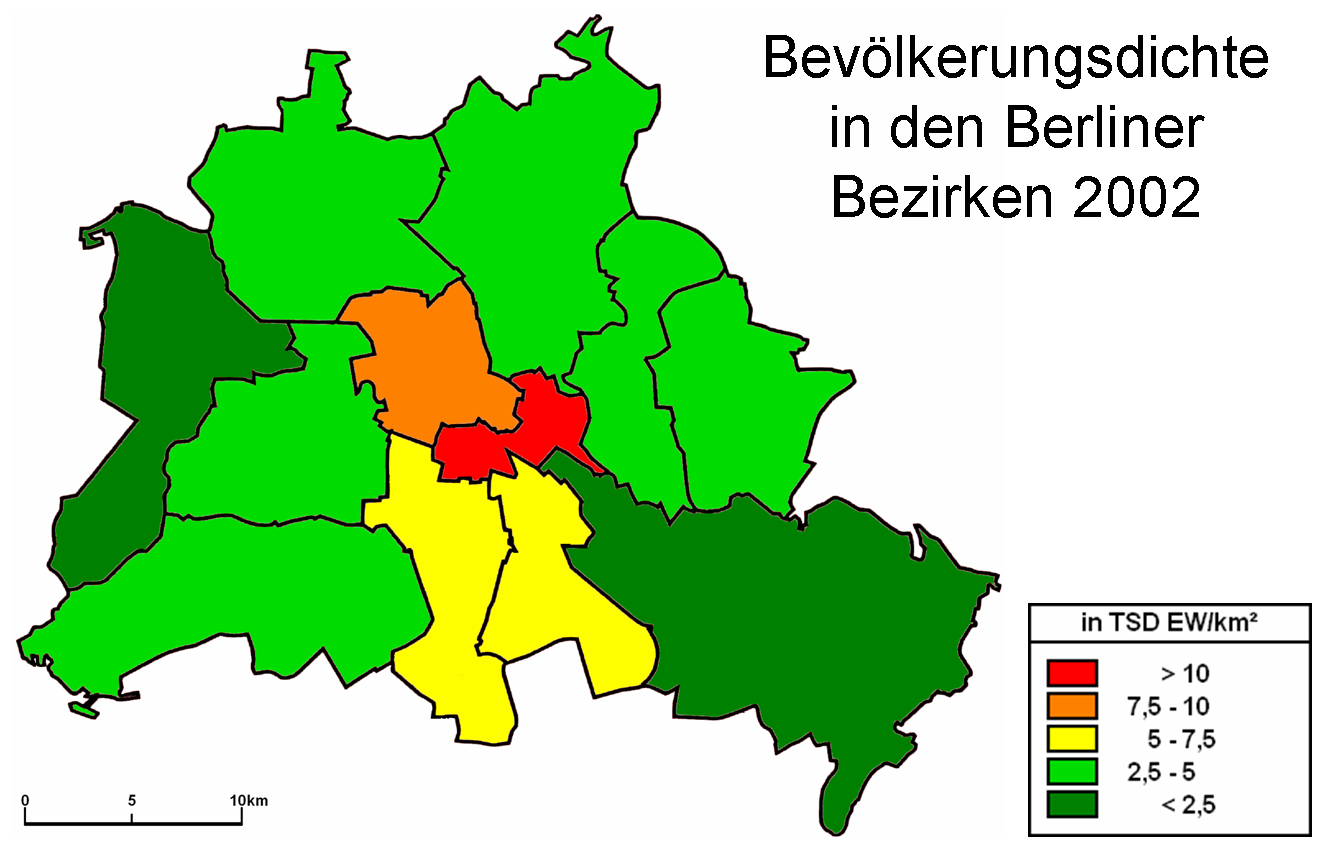
Bevölkerungsdichte in den Berliner Bezirken 2002
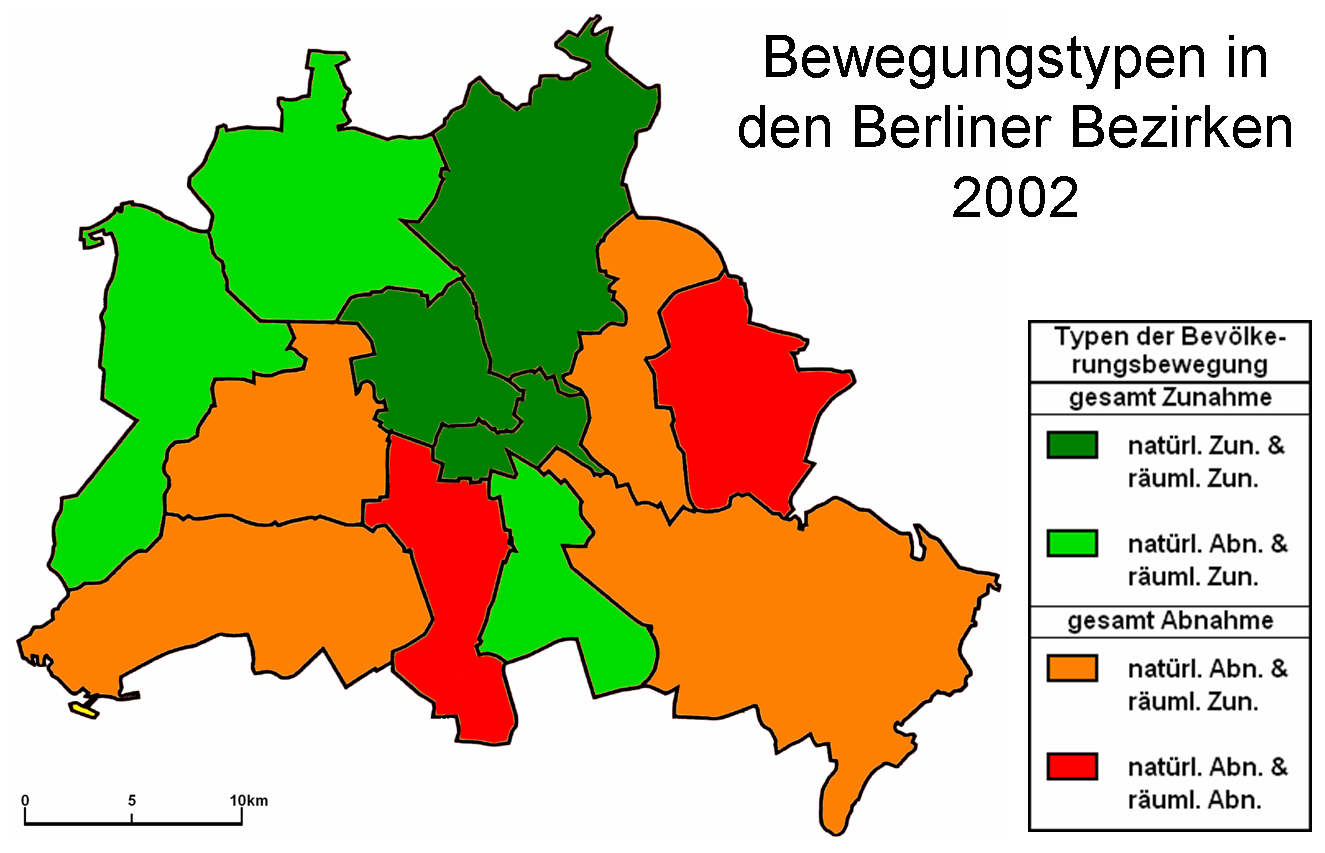
Bewegungstypen in den Berliner Bezirken 2002
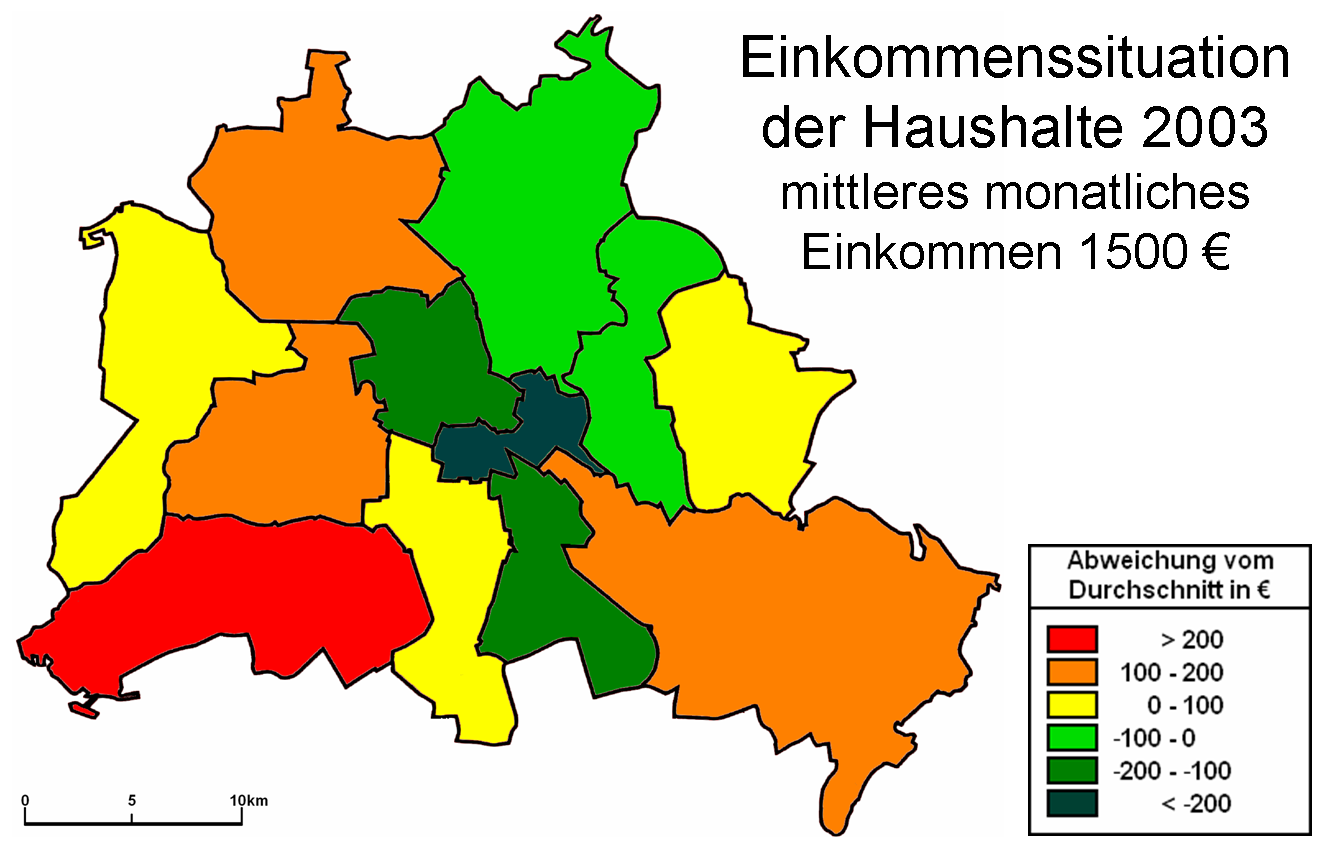
Einkommenssituation der Haushalte 2003
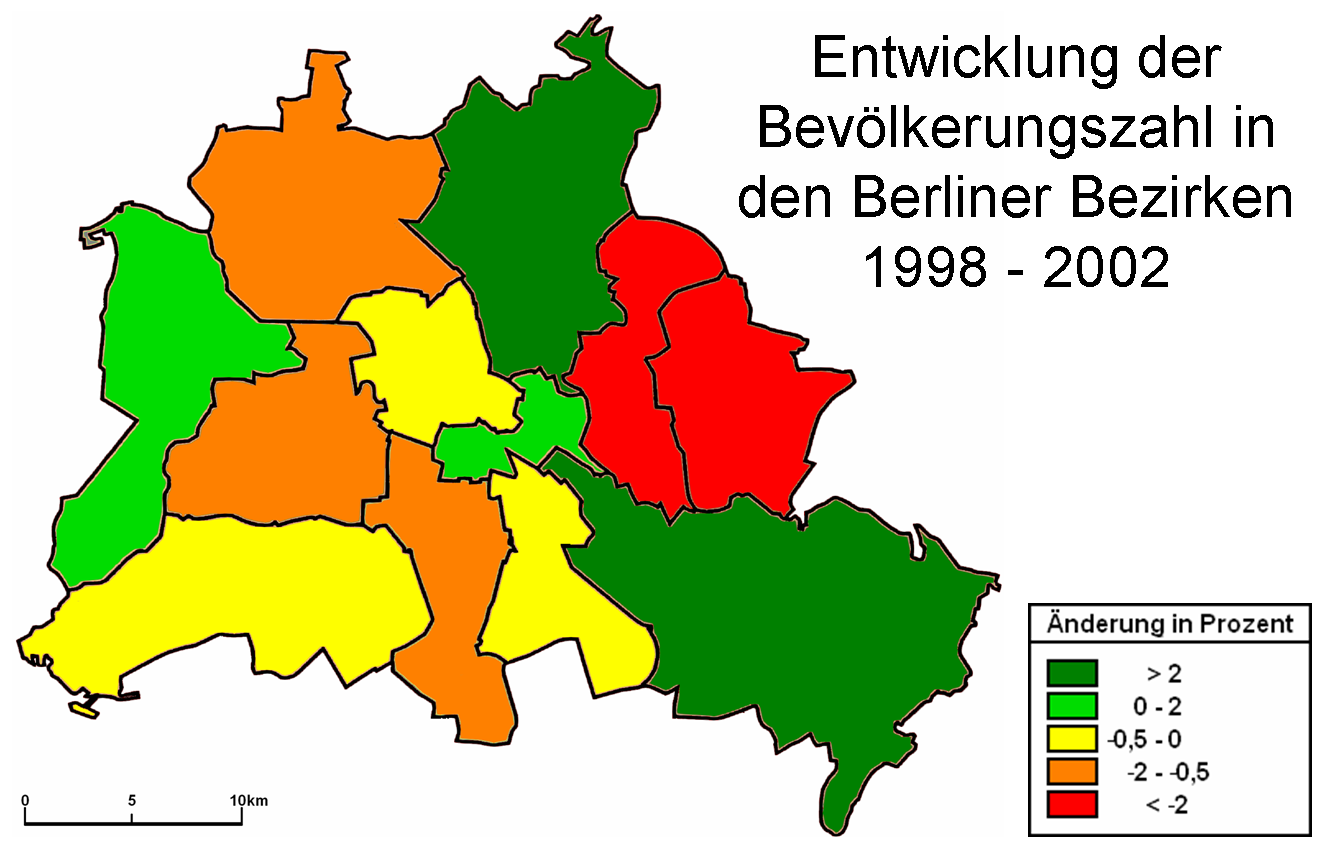
Entwicklung der Bevölkerungszahl in den Berliner Bezirken 1998–2002
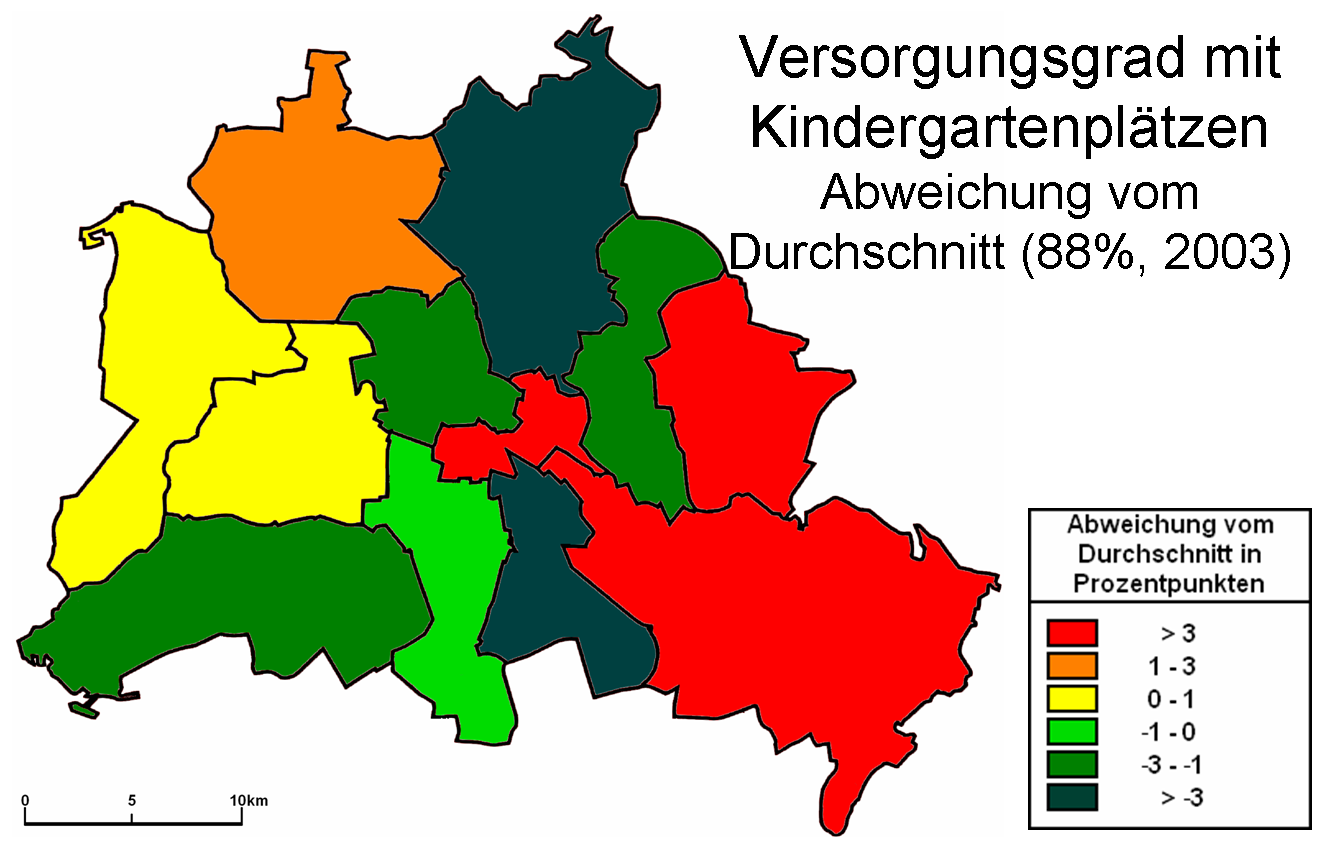
Versorgungsgrad mit Kindergartenplätzen